# Kurt Diebner
Kurt Diebner (Obernessa, 13 mei 1905 - Oberhausen, 13 juli 1964) was een Duits natuurkundige die zich op kernsplitsing toelegde. Hij was betrokken bij de constructie van kernreactoren en de atoomwapens die "Hitlers bom" zouden moeten worden.

## Biografie
Diebner stamde uit een bescheiden gezin. Hij was werkstudent in Innsbruck en Halle (Saale) waar de ambitieuze jongeman erin slaagde lid van een duellerend studentencorps, de 'Halloren' te worden.
In 1931 promoveerde hij op een experimenteel natuurkundig onderzoek.
Toen hij in 1934 bij het Heereswaffenamt, de centrale dienst voor wapenaankoop en wapenonderzoek van het Duitse leger, ging werken, raakte Diebner betrokken bij de "Uranverein", de bijnaam voor het onderzoek naar kernenergie en kernwapens. Hij behoorde tot de staf van Professor Dr. Erich Schumann, die aan de theorie van de ontsteking van kernwapens met behulp van röntgenstralen werkte.
De Nederlandse natuurkundige Peter Debye weigerde als hoofd van het Kaiser Wilhelm Institut in Berlijn-Dahlem om Duits staatsburger te worden. Hij werd ontslagen en opgevolgd door Diebner. Zoals zoveel onderzoek en bestuur ten tijde van het naziregime werd ook het werk aan de kernreactoren en de mogelijke kernwapens niet centraal georganiseerd. Het was verdeeld over ten minste zes instanties:
- Het Reichspostministerium onder Wilhelm Ohnesorge. Het produceren van "wonderwapens" was een hobby van de Rijksminister van Posterijen. Hitler liet de man, en zijn ministerie, zijn gang gaan.
- De wetenschappelijke afdeling van de SS onder Heinrich Himmler
- Het Heereswaffenamt, de belangrijkste opdrachtgever voor wapenresearch en productie, samenwerkend met het Ministerie voor Bewapening van Albert Speer.
- Diverse universitaire instellingen met o.a. Werner Heisenberg
- De Kriegsmarine
- Het laboratorium van Manfred von Ardenne.

De ruzieachtige sfeer leidde ertoe dat Diebner zijn post al snel weer verloor. Heisenberg verdroeg geen concurrentie en hij mocht Diebner niet.
Terwijl Heisenberg volhield dat hij met behulp van platen lichtverrijkt uranium een gecontroleerde kettingreactie kon veroorzaken, gooide Diebner het over een andere boeg; in het onderzoeksinstituut van het leger in Gottow.
De door Diebner gebouwde reactor, een stalen vat vol zwaar water met daarin honderden blokjes uranium aan draden, werd in 1944, nog voordat de Amerikanen in het Manhattanproject zover waren, kritisch. Het aantal neutronen nam met 106 procent toe waarmee werd aangetoond dat er kernsplitsing was opgetreden. Voor de reactor waren 564 kilo uranium en 600 liter van het schaarse in Noorwegen geproduceerde zwaar water gebruikt.
Diebner wist nog niet dat de flux van de reactor vergiftigd werd door heliumatomen.
In de herfst van 1944 werd een tweede reactor opgestart. Deze reactor werkte ook, maar de Duitsers hadden niet op het ontstaan van waterstof uit het geïoniseerde water gedacht. Het vat ontplofte en er vielen waarschijnlijk slachtoffers onder het wetenschappelijk en ondersteunend personeel. Bij sommige vroege sterfgevallen kan sprake van nog niet onderkende stralingsziekte zijn geweest.
Na 1956, toen de Westerse geallieerden het verbod op de ontwikkeling van kernenergie in de Bondsrepubliek Duitsland hadden opgeheven en Duitsers weer patenten voor toepassingen van nucleaire techniek konden aanmelden, werd Diebner lid van de Raad van Bestuur van de "Gesellschaft zur Kernenergieverwertung in Schiffbau und Schiffahrt m.b.H" die zich op het ontwikkelen van nucleaire aandrijving van vracht- en passagiersschepen richtte. Diebner gaf ook colleges op de Marineacademie in Flensburg.
Onder het pseudoniem Werner Tautorus publiceerde Diebner in 1956 een artikel in een vaktijdschrift, dat de titel "Die Deutschen Geheimarbeiten zur Kernenergieverwertung während des zweiten Weldkrieges 1939-1945" meekreeg. Daarin was Diebner selectief bij het beschrijven van de prestaties en technieken van de Duitse wetenschappers. Hij beschreef vooral de technische vorderingen bij de omgang met isotopen.
In 1956 heeft Diebner een ontwerp voor een kweekreactor gepatenteerd. Een met verrijkt uranium gevulde reactor zou uranium in een mantel moeten bestralen met neutronen om op deze wijze het zwaar radioactieve plutonium te maken. Een dergelijke reactor is uiterst geschikt om de splijtstof voor kernwapens te fabriceren. De ontwerpen waren terug te voeren op Diebners onderzoek tijdens de Tweede Wereldoorlog.